# Friedrich von der Ropp
Pour les articles homonymes, voir Ropp.
Le baron Friedrich Theodor Louis Sylvester von der Ropp (né le 9 octobre 1879, Dauzogir, gouvernement de Kowno - mort le 21 février 1964, Bad Godesberg, Allemagne) est un ingénieur et un militant national-socialiste allemand,,. Il est le frère de William de Ropp et le cousin de Herbert William Fisher et de Ralph Vaughan Williams.

## Biographie
Fils de Wilhelm Edmund Karl Reinhold Alexander Von der Ropp (1835-1902) et Lydia Gurjev (1847-1908), il est diplômé en 1903, d'une école d'ingénieur des Mines à Fribourg, avant de rejoindre le Congo. Baptisé en 1911, il arrive en 1914, en Allemagne où il épouse Elisabeth Stolle. En contact probable avec Vladimir Ilyich Ulyanov (Lénine), vivant en Suisse à cette époque, il est impliqué en 1916 dans l'« Ostpolitik », cherchant à créer une organisation avec l'Angleterre pour libérer l'Europe du joug russe. La défaite de 1918 le démoralise et il se tourne vers le Christ avant de fonder la « Christlichen Kampfschar » (Organisation chrétienne). En 1936, il fonde la Anglo-German Fellowship.
Dans Le choix de la défaite d'Annie Lacroix-Riz, l'auteur fait état d'un projet en vue d'assassiner Alexandre Ier de Yougoslavie et Louis Barthou, en octobre 1935, à la page 207 : « Le 25 septembre, Pierre Laval, ministre des Colonies du cabinet Gaston Doumergue offrit ses services au baron Friedrich von der Ropp, « chef du commando chrétien » : à l'émissaire de Berlin venu à Paris, il « exprima sa préoccupation sur les développements politiques » en cours, son « désaccord sur la politique extérieure de Barthou » et sa hâte d'« un accord direct franco-allemand ». Cet entretien emplit dix pages d'un rapport divisé en « trois parties: La situation générale, Détails particuliers sur Pierre Laval et la conversation avec Laval. L'importance évidente de ce rapport, que von der Ropp avait remis à Joachim von Ribbentrop, rend choquante sa non-publication par l'équipe rédactrice des archives allemandes. Que dit, promit et fit Laval, le 25 septembre pour que le 10 octobre, Barthou, à peine froid, von der Ropp se précipitât à l'Auswärtiges Amt voir Emil von Rintelen et demander « que l'Allemagne s'efforçât de faire nommer M.Laval au ministère des affaires étrangères » : il allait inviter à Berlin « son ami René (ou Jules) Vallet pour que cet « intime de Laval », fît à son retour « savoir à Paris à quel point nous tenions à ce que M.Laval devînt ministre des Affaires étrangères », Rintelen observa « qu'une tentative pour influencer » ainsi cette nomination (...) risquait de ne pas aboutir au résultat souhaité. »
Le 2 mars 1937, il organise avec le baron Daryngton of Witleyune rencontre à la Orange Street Church.